# Langenkreith
Langenkreith ist ein Dorf in der Stadtgemeinde Hemau im Landkreis Regensburg in Bayern. Langenkreith war bis 1978 Sitz der gleichnamigen Gemeinde.

## Geschichte
Die Gemeinde Langenkreith entstand mit dem bayerischen Gemeindeedikt von 1818 und umfasste die Orte Langenkreith, Altenlohe, Bodenhof, Flinksberg, Haid und Unterreiselberg. Am 1. Mai 1978 wurde die Gemeinde Langenkreith nach Hemau eingemeindet.

## Sehenswürdigkeiten
In der Liste der Baudenkmäler ist eine Hofkapelle, ein Bauernhaus und ein ehemaliges Bauernhaus.